# Labytnangui
Labytnangui (en russe : Лабытнанги ; en khanty : лапыт нангк, littéralement « sept mélèzes ») est une ville du district autonome de Iamalo-Nénétsie, en Russie. Sa population s'élevait à 26 295 habitants en 2020. La ville constitue également le centre administratif de l'okroug urbain de Labytnangui.
On y trouve entre autres la prison IK-8 où les conditions de détention sont particulièrement rudes et où a été retenu l'opposant politique Oleg Sentsov.

## Géographie
Labytnangui est située, au nord du cercle polaire arctique, sur la rive gauche de l'Ob, à 16 km au nord-ouest de Salekhard, qui se trouve sur l'autre rive, et à 1 934 km au nord-est de Moscou.

## Climat
En hiver, les températures peuvent descendre jusqu'à −60 °C.

## Histoire
La colonie fut fondée en 1890.
Elle reçut le statut de commune urbaine en 1952 et de ville en 1975. Labytnangui se trouve dans le raïon Priouralski.

## Transport

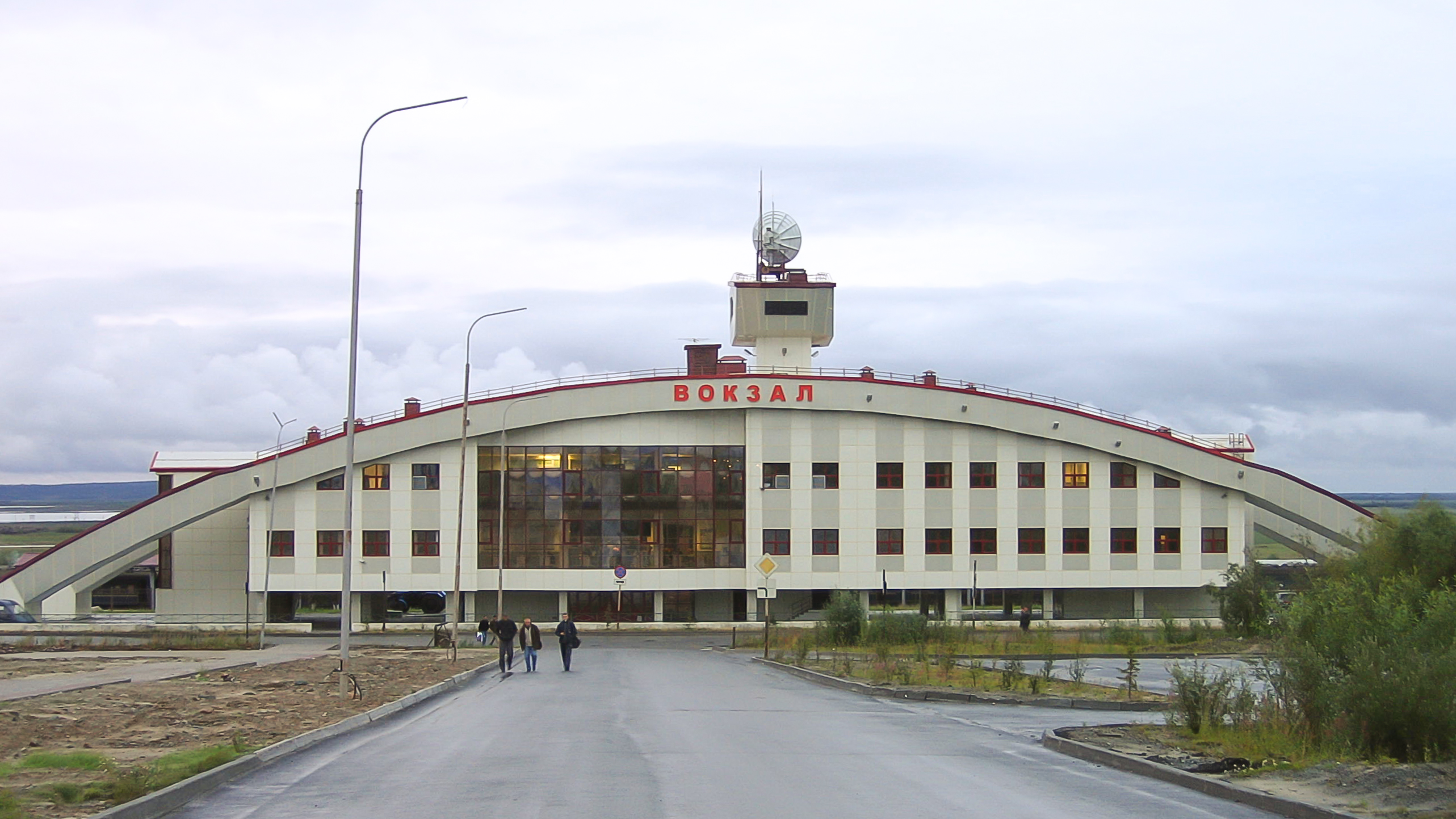
Gare de Labytnangui

Labytnangi est le terminus d'une branche de la connexion ferroviaire Konocha-Vorkouta, tracée au début des années 1950.

## Population
Recensements ou estimations de la population
| 1959* | 1970* | 1979*  | 1989*  | 2002*  |
| ----- | ----- | ------ | ------ | ------ |
| 5 220 | 9 190 | 17 667 | 31 501 | 27 304 |

| 2010*  | 2012   | 2013   | 2014   | 2015   |
| ------ | ------ | ------ | ------ | ------ |
| 26 936 | 26 572 | 26 279 | 26 359 | 26 549 |

| 2016   | 2017   | 2018   | 2019   | 2020   |
| ------ | ------ | ------ | ------ | ------ |
| 26 331 | 26 281 | 26 122 | 26 211 | 26 295 |